# Colorno
Colorno (emilián nyelven Colórni) település Olaszországban, Emilia-Romagna régióban, Parma megyében. Lakosainak száma 8941 fő (2023. január 1.). Colorno Casalmaggiore, Gussola, Martignana di Po, Sorbolo Mezzani, Sissa Trecasali és Torrile községekkel határos.

## Népesség
A település lakossága az elmúlt években az alábbi módon változott:
| Lakosok száma | 8986 | 9056 | 8941 |
|               | 2017 | 2018 | 2023 |